# Ricardo Gómez (actor)
Ricardo Parrondo Gómez, més conegut com a Ricardo Gómez (Collado Villalba, 25 de febrer de 1994), és un actor espanyol, conegut pel seu paper de Carlos Alcántara a la serie de Televisió Espanyola Cuéntame cómo pasó, on va actuar des de 2001 a 2018.
Va néixer a Collado Villalba el 25 de febrer de 1994; és fill de l'actriu i ballarina Ana Victoria Gómez Martín. Des de la infància, va voler dedicar-se a la interpretació, i després del seu debut a l'obra de teatre La bella y la bestia, el 2001, amb només set anys, va començar a interpretar en Carlos de la família Alcántara a la sèrie Cuéntame como pasó de Televisió Espanyola; un paper que el va acompanyar durant disset anys, fins al 2018, quan va decidir abandonar la sèrie. Compaginant-los amb la feina d'actor, mentre treballava a la sèrie va començar els estudis de Literatura General y Comparada a la Universitat Complutense de Madrid, però va abandonar-los.
Malgrat tenir els seus dubtes sobre el futur, la seva nominació al Goya com a actor revelació pel seu paper a 1898: los últimos de Filipinas i el suport del seu entorn més pròxim, van fer que finalment prengués la decisió. Des de llavors ha fet teatre com Mammón –també emès a HBO– amb Irene Escolar, i Rojo amb Juan Echanove, ha protagonitzat diverses pel·lícules com El sustituto, Donde caben dos i Mía y Moi, i ha interpretat un paper secundari a la sèrie Vivir sin permiso.